# 100 mètres féminin aux championnats du monde d'athlétisme 1987
Navigation
Helsinki 1983 Tokyo 1991
L'épreuve du 100 mètres féminin des championnats du monde d'athlétisme 1987 s'est déroulée les 29 et 30 août 1987 dans le Stade olympique de Rome, en Italie. Elle est remportée par l'Est-allemande Silke Gladisch-Möller dans le temps de 10 s 90.
La première demi-finale est remportée par Silke Gladisch-Möller en 10 s 82 avec un vent légèrement trop favorable, la seconde par sa compatriote Heike Drechsler en 10 s 95, un nouveau record des championnats, tandis que la tenante du titre, Marlies Göhr, est éliminée.
Silke Gladisch-Möller domine la finale de bout en bout ; Heike Drechsler, après un mauvais départ, est sixième à la mi-course et prend la deuxième place. En 1989, la Canadienne Angella Taylor-Issajenko, cinquième de la finale, reconnaît s'être dopée et est déclassée.

## Résultats

### Finale
| Rang               | Athlète                  | Pays               | Temps   | Notes |
| ------------------ | ------------------------ | ------------------ | ------- | ----- |
| Médaille d'or      | Silke Gladisch-Möller    | Allemagne de l'Est | 10 s 90 | CR    |
| Médaille d'argent  | Heike Daute-Drechsler    | Allemagne de l'Est | 11 s 00 |       |
| Médaille de bronze | Merlene Ottey            | Jamaïque           | 11 s 04 |       |
| 4                  | Diane Williams           | États-Unis         | 11 s 07 |       |
| 5                  | Anelia Nuneva            | Bulgarie           | 11 s 09 |       |
| 6                  | Angela Bailey            | Canada             | 11 s 18 |       |
| 7                  | Pam Marshall             | États-Unis         | 11 s 19 |       |
| -                  | Angella Taylor-Issajenko | Canada             | DSQ     |       |

### Demi-finales
| Rang | Athlète                  | Pays                 | Temps       | Notes |
| ---- | ------------------------ | -------------------- | ----------- | ----- |
| 1    | Silke Gladisch-Möller    | Allemagne de l'Est   | 10 s 82 (w) |       |
| 2    | Merlene Ottey            | Jamaïque             | 10 s 89     |       |
| 3    | Pam Marshall             | États-Unis           | 11 s 06     |       |
| 4    | Alice Brown              | États-Unis           | 11 s 07     |       |
| 5    | Nadezhda Georgieva       | Bulgarie             | 11 s 10     |       |
| 6    | Ulrike Sarvari           | Allemagne de l'Ouest | 11 s 15     |       |
| 7    | Irina Slyusar            | Union soviétique     | 11 s 44     |       |
| -    | Angella Taylor-Issajenko | Canada               | DSQ         |       |

| Rang | Athlète                | Pays               | Temps   | Notes |
| ---- | ---------------------- | ------------------ | ------- | ----- |
| 1    | Heike Daute-Drechsler  | Allemagne de l'Est | 10 s 95 | CR    |
| 2    | Anelia Nuneva          | Bulgarie           | 11 s 01 |       |
| 3    | Diane Williams         | États-Unis         | 11 s 07 |       |
| 4    | Angela Bailey          | Canada             | 11 s 07 |       |
| 5    | Natalya Pomoshchnikova | Union soviétique   | 11 s 15 |       |
| 6    | Nelli Cooman           | Pays-Bas           | 11 s 21 |       |
| 7    | Marlies Göhr           | Allemagne de l'Est | 11 s 33 |       |
| 8    | Paula Dunn             | Royaume-Uni        | 11 s 59 |       |

## Légende
Records et Performances
- AR : Record continental (area record)
- CR : Record des championnats (championship record)
- MR : Record du meeting (meet record)
- NR : Record national (national record)
- OR : Record olympique (olympic record)
- PR : Record paralympique (paralympic record)
- PB : Record personnel (personal best)
- SB : Meilleure performance personnelle de la saison (season's best)
- WL : Meilleure performance mondiale de l'année (world leader)
- WJR : Record du monde junior (world junior record)
- WR : Record du monde (world record)

Circonstances et Conditions
- DNF : N'a pas terminé (did not finish)
- DNS : N'a pas pris le départ (did not start)
- DQ : Disqualification (disqualification)
- NM : Aucun essai valable enregistré (No Mark)
- Q : Qualifié « directement » au prochain tour (ou à la prochaine compétition), lors d'une compétition majeure, grâce au classement ou à la réalisation des minima (automatic qualifier)
- q : Qualifié au prochain tour (ou à la prochaine compétition), lors d'une compétition majeure, grâce au repêchage ou à la réalisation de l'une des meilleures performances parmi celles des « non qualifiés directement » (grâce au meilleur temps ou à la meilleure distance par exemple) (secondary qualifier)